# Gabriel Hus
Gabriel Hus (ou Hux), seigneur de La Bouchetière, fut maire de Nantes de 1599 à 1601. Il était trésorier de Bretagne et receveur des fouages de l'évêché de Saint-Malo.

## Biographie
Gabriel Hus est le fils de Jean Hus (Hux), sieur de La Bouchetière, auditeur en la chambre des comptes de Bretagne, trésorier de la communauté des marchands de la rivière de Loire, et de Gabrielle Baugé.
Marié avec Catherine Hennier, fille de René Hennier, avocat à Angers, et de Julienne Le Poitevin de Charnière, il est le beau-père de Guillaume Bernard, seigneur de Porteric, contrôleur général des finances de Bretagne, sous-maire de Nantes et secrétaire du roi à la Chancellerie de Bretagne, de Michel Poullain, sieur de Gesvres, trésorier des États de Bretagne, et de Pierre Le Lou, seigneur de Beaulieu, procureur général et intendant de la reine mère pour les affaires de Bretagne.